# مايتريبالا سيريسينا
مايتريبالا سيريسينا هو الرئيس السابع لجمهورية سيريلانكا. ولد في الثالث من سبتمبر عام 1951 . التحق بالعمل السياسي عام 1989 وتولي رئاسة عدد من الوزارات منذ عام 1994 . شغل منصب الامانة العامة لحزب الحرية السيريلانكي، وعمل وزيراً للصحة حتي نوفمبر 2014 حيث أعلن ترشحة للانتخابات الرئاسية لعام 2015 . وشغل أيضا منصب وزير الدفاع مرات عديدة. وفي 9 يناير 2015 مايتريبالا سيريسينا المرشح الرئاسي من حزب الجبهة الديمقراطية تم إعلانه رئيساً للبلاد بعد ان فاز في الانتخابات امام منافسه ماهيندا راجاباكسا.

## روابط خارجية
- مايتريبالا سيريسينا على موقع الموسوعة البريطانية (الإنجليزية)
- مايتريبالا سيريسينا على موقع مونزينجر (الألمانية)